# Einwohnerentwicklung von Witten
Dieser Artikel gibt die Einwohnerentwicklung der Stadt Witten im südlichen Ruhrgebiet tabellarisch und graphisch wieder.

## Einwohnerentwicklung
Im Mittelalter und am Beginn der Neuzeit lebten nur wenige hundert Menschen in Witten. Durch zahlreiche Kriege, Seuchen und Hungersnöte stieg die Einwohnerzahl nur langsam.
Im 19. Jahrhundert setzte mit Beginn der Industrialisierung in Witten ein starkes Bevölkerungswachstum ein. Lebten 1817 erst 1.534 Menschen in der Stadt, so waren es im Jahre 1900 bereits über 33.000. Auch durch zahlreiche Eingemeindungen wuchs die Bevölkerung der Stadt.
Die Eingliederung von Heven am 1. Juli 1921 brachte einen Zuwachs von rund 8.000 Personen auf 46.292. Am 1. August 1929 wurden die Gemeinden Annen (mit dem am 1. April 1922 eingemeindeten Rüdinghausen), Stockum, Düren, Teile von Bommern sowie Teile von Langendreer (Krone) in die Stadt Witten eingegliedert. Dadurch stieg die Bevölkerungszahl um 27.728 Personen auf 73.288 Einwohner.
Im Zweiten Weltkrieg wurde Witten wegen der industriellen Bedeutung Ziel von fast 100 zerstörerischen Luftangriffen. Das gesamte Stadtgebiet, vor allem der Bereich um die Ruhrbrücken, war Schauplatz eines erbitterten Abwehrkampfes zwischen US-amerikanischen Truppen und Wehrmachtsverbänden. Die Einwohnerzahl sank von 73.365 im Mai 1939 bis auf 69.384 im Oktober 1946. Wegen des Zustromes von Flüchtlingen und Vertriebenen aus den deutschen Ostgebieten stieg die Bevölkerungszahl bis 1961 auf über 96.000.
Im Zuge der Eingemeindung von Herbede (15.021 Einwohner 1974) überschritt die Einwohnerzahl der Stadt Witten am 1. Januar 1975 die Grenze von 100.000, wodurch sie zur Großstadt wurde. Gleichzeitig erreichte die Bevölkerungszahl mit 109.554 ihren historischen Höchststand. Am 31. Dezember 2011 betrug die „Amtliche Einwohnerzahl“ für Witten 98.330 (nur Hauptwohnsitze und nach Abgleich mit den anderen Landesämtern).
Die folgende Übersicht zeigt die Einwohnerzahlen nach dem jeweiligen Gebietsstand. Bis 1796 handelt es sich meistens um Schätzungen, danach um Volkszählungsergebnisse (¹) oder amtliche Fortschreibungen der Stadtverwaltung (bis 1970) und des Statistischen Landesamtes (ab 1971). Die Angaben beziehen sich ab 1840 auf die „Zollabrechnungsbevölkerung“, ab 1871 auf die „Ortsanwesende Bevölkerung“, ab 1925 auf die Wohnbevölkerung und seit 1987 auf die „Bevölkerung am Ort der Hauptwohnung“. Vor 1840 wurde die Einwohnerzahl nach uneinheitlichen Erhebungsverfahren ermittelt.

### Von 1739 bis 1944
(jeweiliger Gebietsstand)
| Jahr/Datum        | Einwohner |
| ----------------- | --------- |
| 1739              | 566       |
| 1787              | 690       |
| 1796              | 851       |
| 1. Dezember 1817¹ | 1.534     |
| 1. Dezember 1818¹ | 1.587     |
| 1. Dezember 1819¹ | 1.610     |
| 1. Dezember 1825¹ | 1.660     |
| 3. Dezember 1840¹ | 2.987     |
| 3. Dezember 1843¹ | 3.444     |
| 3. Dezember 1846¹ | 3.632     |
| 3. Dezember 1852¹ | 4.506     |
| 3. Dezember 1855¹ | 5.126     |
| 3. Dezember 1858¹ | 6.908     |

| Datum             | Einwohner |
| ----------------- | --------- |
| 3. Dezember 1861¹ | 7.931     |
| 3. Dezember 1864¹ | 10.536    |
| 3. Dezember 1867¹ | 12.313    |
| 1. Dezember 1871¹ | 15.161    |
| 1. Dezember 1875¹ | 18.106    |
| 1. Dezember 1880¹ | 21.554    |
| 1. Dezember 1885¹ | 23.879    |
| 1. Dezember 1890¹ | 26.310    |
| 2. Dezember 1895¹ | 28.769    |
| 1. Dezember 1900¹ | 33.517    |
| 1. Dezember 1905¹ | 35.841    |
| 1. Dezember 1910¹ | 37.450    |
| 1. Dezember 1916¹ | 35.995    |

| Datum             | Einwohner |
| ----------------- | --------- |
| 5. Dezember 1917¹ | 36.223    |
| 8. Oktober 1919¹  | 37.441    |
| 31. Dezember 1920 | 37.675    |
| 31. Dezember 1921 | 46.292    |
| 16. Juni 1925¹    | 45.519    |
| 31. Dezember 1928 | 45.522    |
| 31. Dezember 1929 | 73.412    |
| 31. Dezember 1930 | 73.410    |
| 16. Juni 1933¹    | 72.580    |
| 31. Dezember 1935 | 73.230    |
| 17. Mai 1939¹     | 73.365    |
| 31. Dezember 1940 | 73.800    |

¹ Volkszählungsergebnis

### Von 1945 bis 1970
(jeweiliger Gebietsstand)
| Datum               | Einwohner |
| ------------------- | --------- |
| 31. Dezember 1945   | 70.276    |
| 29. Oktober 1946¹   | 69.384    |
| 31. Dezember 1947   | 71.706    |
| 13. September 1950¹ | 76.312    |
| 31. Dezember 1951   | 79.520    |
| 31. Dezember 1952   | 81.973    |
| 31. Dezember 1953   | 85.959    |

| Datum               | Einwohner |
| ------------------- | --------- |
| 25. September 1956¹ | 91.706    |
| 6. Juni 1961¹       | 96.462    |
| 31. Dezember 1961   | 96.887    |
| 31. Dezember 1962   | 97.433    |
| 31. Dezember 1963   | 97.613    |
| 31. Dezember 1964   | 97.934    |
| 31. Dezember 1965   | 98.506    |

| Datum             | Einwohner |
| ----------------- | --------- |
| 31. Dezember 1966 | 98.398    |
| 31. Dezember 1967 | 97.840    |
| 31. Dezember 1968 | 97.559    |
| 31. Dezember 1969 | 98.070    |
| 27. Mai 1970¹     | 97.379    |
| 31. Dezember 1970 | 97.641    |

¹ Volkszählungsergebnis
Quelle: Stadtverwaltung

### Ab 1971
(jeweiliger Gebietsstand)
| Datum             | Einwohner |
| ----------------- | --------- |
| 31. Dezember 1971 | 97.379    |
| 31. Dezember 1972 | 96.387    |
| 31. Dezember 1973 | 95.800    |
| 31. Dezember 1974 | 94.533    |
| 31. Dezember 1975 | 108.771   |
| 31. Dezember 1976 | 107.722   |
| 31. Dezember 1977 | 107.036   |
| 31. Dezember 1978 | 106.426   |
| 31. Dezember 1979 | 106.185   |
| 31. Dezember 1980 | 105.876   |
| 31. Dezember 1981 | 105.573   |
| 31. Dezember 1982 | 104.694   |
| 31. Dezember 1983 | 103.668   |
| 31. Dezember 1984 | 102.195   |
| 31. Dezember 1985 | 102.259   |

| Datum             | Einwohner |
| ----------------- | --------- |
| 31. Dezember 1986 | 102.232   |
| 25. Mai 1987¹     | 102.902   |
| 31. Dezember 1987 | 103.042   |
| 31. Dezember 1988 | 103.637   |
| 31. Dezember 1989 | 104.701   |
| 31. Dezember 1990 | 105.403   |
| 31. Dezember 1991 | 105.242   |
| 31. Dezember 1992 | 105.834   |
| 31. Dezember 1993 | 105.807   |
| 31. Dezember 1994 | 105.423   |
| 31. Dezember 1995 | 104.754   |
| 31. Dezember 1996 | 104.267   |
| 31. Dezember 1997 | 103.872   |
| 31. Dezember 1998 | 103.126   |
| 31. Dezember 1999 | 103.384   |

| Datum             | Einwohner |
| ----------------- | --------- |
| 31. Dezember 2000 | 103.196   |
| 31. Dezember 2001 | 103.158   |
| 31. Dezember 2002 | 102.432   |
| 31. Dezember 2003 | 101.823   |
| 31. Dezember 2004 | 101.181   |
| 31. Dezember 2005 | 100.793   |
| 31. Dezember 2006 | 100.248   |
| 30. Juni 2007     | 99.976    |
| 31. Dezember 2009 | 98.601    |
| 31. Dezember 2010 | 98.233    |
| 31. Dezember 2011 | 98.330    |
| 31. Dezember 2015 | 96.700    |
| 31. Dezember 2016 | 96.781    |
| 31. Dezember 2017 | 96.565    |
| 31. Dezember 2018 | 96.563    |

¹ Volkszählungsergebnis
Quellen: Landesamt für Datenverarbeitung und Statistik Nordrhein-Westfalen und Stadt Witten

## Bevölkerungsprognose
In ihrem 2006 publizierten „Wegweiser Demographischer Wandel 2020“, in dem die Bertelsmann Stiftung Daten zur Entwicklung der Einwohnerzahl von 2.959 Kommunen in Deutschland liefert, wird für Witten ein Rückgang der Bevölkerung zwischen 2003 und 2020 um 7,0 Prozent (7.095 Personen) vorausgesagt.
Absolute Bevölkerungsentwicklung 2003–2020 – Prognose für Witten (Hauptwohnsitze):

Nebenstehende Prognose im Vergleich zu den realen Daten von 1990 bis 2018

| Datum             | Einwohner |
| ----------------- | --------- |
| 31. Dezember 2003 | 101.823   |
| 31. Dezember 2005 | 101.022   |
| 31. Dezember 2010 | 98.952    |
| 31. Dezember 2015 | 96.967    |
| 31. Dezember 2020 | 94.728    |

Quelle: Bertelsmann Stiftung

## Bevölkerungsstruktur
| Bevölkerung                 | Stand 31. Dezember 2022 |
| --------------------------- | ----------------------- |
| Einwohner mit Hauptwohnsitz | 98.701                  |
| davon männlich              | 47.964                  |
| weiblich                    | 50.737                  |
| Deutsche                    | 84.975                  |
| Anteil Deutsche in Prozent  | 86,1                    |
| Ausländer                   | 13.726                  |
| Ausländeranteil in Prozent  | 13,9                    |

Quelle:

## Altersstruktur
Die folgende Übersicht zeigt die Altersstruktur aus dem Jahr 2022.
| Alter von – bis | Einwohnerzahl | Anteil in Prozent |
| --------------- | ------------- | ----------------- |
| 0 – 5           | 5.211         | 5,2               |
| 6 – 17          | 10.217        | 10,4              |
| 18 – 24         | 7.101         | 7,2               |
| 25 – 29         | 6.161         | 6,2               |
| 30 – 34         | 6.413         | 6,5               |
| 35 – 44         | 12.010        | 12,2              |
| 45 – 54         | 12.577        | 12,7              |
| 55 – 64         | 15.950        | 16,2              |
| 65 – 79         | 15.370        | 15,6              |
| über 80         | 7.691         | 7,8               |
| Gesamt          | 98.701        | 100,0             |

Quelle: Statistisches Jahrbuch der Stadt Witten, 56. Jahrgang 2023, Berichtsjahr 2022

## Stadtteile
Die Einwohnerzahlen in der folgenden Tabelle beziehen sich auf den 31. Dezember 2006 (Hauptwohnsitze).
| Name          | Fläche in km² | Einwohnerzahl | Einwohner je km² |
| ------------- | ------------- | ------------- | ---------------- |
| Annen         | 12,10         | 18.874        | 1.560            |
| Bommern       | 6,13          | 8.711         | 1.421            |
| Düren/Stockum | 5,44          | 6.543         | 1.203            |
| Herbede       | 23,97         | 14.099        | 588              |
| Heven         | 5,97          | 11.926        | 1.998            |
| Witten-Mitte  | 11,41         | 34.137        | 2.992            |
| Rüdinghausen  | 7,35          | 6.761         | 920              |
| Witten        | 72,37         | 101.051       | 1.396            |

Quelle: Stadt Witten